# Spezialobjektiv
Als Spezialobjektiv bezeichnet man in der Fotografie ein Wechselobjektiv, das für einen bestimmten Einsatzzweck konstruiert wurde; der Begriff steht damit im Gegensatz zu so genannten Normalobjektiven oder Universalobjektiven.
Spezialobjektive sind beispielsweise:
- Cine-Objektiv
- Fischaugen-Objektiv (Fisheye)
- Makro-Objektiv oder Lupenobjektiv
- Shift-Objektiv oder Tilt-Shift-Objektiv
- Spiegellinsenobjektiv
- Superteleobjektiv
- Weichzeichnerobjektiv
- Superweitwinkelobjektiv
- Superzoomobjektiv

Hinzu kommen noch herstellerspezifische oder ungewöhnliche Objektivkonstruktionen wie z. B. Smooth Trans Focus-Objektive (STF), Defocus Control-Objektive (DC) oder Objektive mit der Funktion einer variablen Objektfeldwölbung (Variable Field Curvature, VFC).
Gemäßigte Tele- und Weitwinkelobjektive werden heute nur noch selten als Spezialobjektive bezeichnet.